# Луи Жолие
Луѝ Жолиѐ (на френски: Louis Jolliet) е канадски пътешественик-изследовател на Северна Америка.

## Ранни години (1645 – 1672)
Роден е на 21 септември 1645 година в Квебек, Канада, в семейство на френски преселници. Когато е на седем години баща му умира и майка му се жени повторно.
Още от най-ранна възраст научава няколко индиански наречия, знанието на които по-късно му помагат много в общуването му с индианските племена по време на неговите пътешествия. Освен това научава английски, испански и френски. Учи в йезуитско училище в Квебек, но когато го завършва през 1667, отказва да стане мисионер и заминава за Франция, където изучава хидрография. След две години, заедно с брат си, се връща в Нова Франция и се заема с търговия на кожи.

## Първо плаване по Мисисипи (1672 – 1674)
През 1672 г., по нареждане на губернатора на колонията се отправя на запад от Големите езера за изследване на „Западната красива река“. През декември 1672 към отряда се присъединява йезуитския мисионер Жак Маркет. След като презимуват на северния бряг на езерото Мичиган през май 1673 седем души с две лодки пресичат езерото Мичиган до залива Грийн Бей, а след това на 17 май се изкачват по река Фокс Ривър до изворите ѝ. От там групата пресича нисък и заблатен двумилен вододел и достига до изворите на река Уисконсин. С индиански канута се спуска по реката и на 17 юни 1673 достига до откритата през 1634 от Жан Николе река Мисисипи. Там пътешествениците построяват нови лодки и започват първото плаване надолу по Мисисипи. Първата седмица плават през съвършено безлюдна местност, като по бреговете пасат големи стада бизони. По-надолу започват да срещат села на индианци от племето илинойс, у които пътешествениците виждат френски железни изделия, дрехи и английско огнестрелно оръжие.
След земите на племето илинойс откриват, че в Мисисипи от запад, на 39° с.ш., се влива огромна мътна река, която местните индианци наричат Мисури. Още по-надолу, на 37° с.ш., но този път от изток, в мътните вече води на Мисисипи откриват, че се вливат бистрите води на друга голяма река – Охайо, открита четири години по-рано от Рене Робер дьо Ла Сал. Продължавайки плаването си надолу по реката французите продължават да намират у местните индианци европейски изделия, които явно достигат до тях чрез обмяна с други племена търгуващи с европейците. Още по-надолу започват да срещат и испански стоки, доставени очевидно от Мексико и виждат вече и индианци яздещи подивели коне изоставени от предишни испански походи.
В началото на юли 1673 откриват, че отдясно в реката се влива друга голяма река Арканзас. Жолие разбира, че голямата река, по която плават цял месец и изминават 435 мили (около 700 км) се влива в Мексиканския залив, а не както се е надявал в Тихия океан и опасявайки се от срещи с испанци на 17 юли поема обратно. На обратния път Жолие научава от местните индианци, че има по-кратък път от Мисисипи до езерото Мичиган. Изкачва се по левия ѝ приток Илинойс, изворите на която се намират в непосредствена близост до езерото, около днешния град Чикаго, където групата презимува. През пролетта на 1674 се завръща в Квебек и съобщава новините за своите открития. Непосредствено преди пристигането си лодката, на която плава се преобръща, хората едвам се спасяват, но всичките му пътни записки са унищожени.

## Последни години (1675 – 1700)
През есента на 1675 Жолие се жени и отново се заема с търговия на кожи заедно с роднините на жена си. През 1680 получава във владение остров Антикости в залива Сейнт Лорънс, където построява форт и рибарско селище за лов на китове. След като през 1690 англичаните залавят и унищожават китоловния му кораб, а през 1692 запалват и изгарят форта и селището на неговия остров, Жолие е напълно разорен.
През 1693 е назначен за „кралски хидрограф“ на Нова Франция и в качеството си на такъв от април до 15 август 1694 картира източното крайбрежие на п-ов Лабрадор от 52º до 56º с.ш. и едновременно с това преподава хидрография в колежа в Квебек.
Умира през 1700 година в Антикости.

## Памет
Неговото име носят:
- град Жолие (46°01′ с. ш. 73°27′ з. д. / 46.016667° с. ш. 73.45° з. д.) в провинция Квебек, Канада;
- град Жолие (41°31′ с. ш. 88°03′ з. д. / 41.516667° с. ш. 88.05° з. д.) в щата Илинойс, САЩ;
- град Жолие (45°29′ с. ш. 108°58′ з. д. / 45.483333° с. ш. 108.966667° з. д.) в щата Монтана, САЩ;
- няколко колежа и училища в Канада и САЩ.